# Barbara Andolina
Barbara Andolina (* 16. Oktober 1978 in Avola) ist eine ehemalige italienische Judoka. Sie war 2002 zweimal Europameisterschaftsdritte.

## Sportliche Karriere
Die 1,73 m große Barbara Andolina kämpfte im Schwergewicht und trat bei internationalen Meisterschaften mehrfach auch in der offenen Klasse an. 1996 war sie Dritte der Junioreneuropameisterschaften. 1999 gewann sie ihren ersten italienischen Meistertitel, fünf weitere folgten von 2001 bis 2005.
Bei den Weltmeisterschaften 2001 trat sie in der offenen Klasse an und schied im Achtelfinale gegen die Deutsche Katja Gerber aus. Anfang 2002 erreichte sie das Finale beim Weltcup-Turnier in Sofia und unterlag der Serbin Mara Kovačević. Drei Monate später trat sie bei den Europameisterschaften in Maribor zunächst in der offenen Klasse an. Im Halbfinale unterlag sie Katja Gerber, den Kampf um Bronze gewann sie gegen die Belgierin Marie Elisabeth Veys. Zwei Tage danach unterlag sie im Halbfinale des Schwergewichts der Deutschen Sandra Köppen, im Kampf um Bronze bezwang sie die Türkin Belkis Zehra Kaya. Anfang 2003 erreichte Andolina das Finale des Super-Weltcup-Turniers in Moskau und verlor gegen die Ukrainerin Maryna Prokofjewa. Bei den Europameisterschaften 2003 schied Andolina im Achtelfinale gegen Mara Kovačević aus. Vier Monate später bei den Weltmeisterschaften in Osaka unterlag sie im Viertelfinale der Japanerin Maki Tsukada, nach einem Sieg und einer Niederlage in der Hoffnungsrunde belegte Andolina den siebten Platz.
2004 unterlag Barbara Andolina im Viertelfinale der Russin Jelena Iwaschtschenko, nach zwei Siegen in der Hoffnungsrunde verlor sie im Kampf um Bronze gegen die Bulgarin Zwetana Boschilowa. Bei den Olympischen Spielen 2004 in Athen bezwang Andolina zunächst die Mexikanerin Vanessa Martina Zambotti und verlor dann im Viertelfinale gegen die Russin Tea Dongusaschwili. In der Hoffnungsrunde schied die Italienerin gegen die Südkoreanerin Choi Sook-ie aus. 2005 schied Andolina im Achtelfinale der Europameisterschaften gegen die Deutsche Katrin Beinroth aus. Ihre letzte internationale Medaille gewann Barbara Andolina bei den Mittelmeerspielen 2005 in Almeria, als sie einen dritten Platz erreichte.